# Rhachotropis luculenta
Rhachotropis luculenta is een vlokreeftensoort uit de familie van de Eusiridae. De wetenschappelijke naam van de soort werd voor het eerst geldig gepubliceerd in 1969 door Jerry Laurens Barnard.